# 重铬酸吡啶盐
重铬酸吡啶盐（Pyridinium dichromate，PDC），分子式C5H4N·H2Cr2O7，类似PCC一样的温和氧化剂，室温下为橙黄色晶体，用来把醇有限度地氧化为醛。它由E.J.Corey发明。试剂本身呈弱酸性，所以常跟缓冲剂比如乙酸钠配合使用。